# Gentianella grandis
Gentianella grandis är en gentianaväxtart som först beskrevs av L.G.Adams, och fick sitt nu gällande namn av Glenny. Gentianella grandis ingår i släktet gentianellor, och familjen gentianaväxter. Inga underarter finns listade i Catalogue of Life.